# Георгий Будилов
Георгий Будилов — блаженный, Христа ради юродивый Шенкурский живший в XV веке.
Георгий Будилов родился в семье крестьянина не существующей теперь деревни Яруполи Велико-Николаевского прихода близ города Шенкурска. 
После смерти родителей он стал вести «буйное и юродственное житие»; он носил «гнусную и раздранную ризу», прикрывая тело своё лишь сколько это было нужно «студа ради телесного», и, удаляясь от людей, ходил «по лесам и непроходимым местам». Особенно он любил уединяться на холме среди «трясущегося» болота близ своей родовой приходской Николаевской церкви. 
Георгий умер немолодым; в «Иконописном подлиннике» говорится, что Георгий «подобием сед, образом и брадою и власы, аки Петр апостол». Год смерти Георгия неизвестен; источники относят это событие к 1462, 1450 и даже 1392 годам. Перед смертью он велел похоронить своё тело на своем любимом холме среди болота. «По летех неколицех» приходский храм Святого Николая, подмытый «устремлением» реки Ваги, был перенесен на этом холм и поставлен «близ гроба» Георгия. 
Почитание Георгия началось со времени его смерти, и тогда же были оглашены многие его чудеса. В числе имевших «велию веру» к Георгию был Важский наместник князь Михаил Васильевич Хворостинин; в 1514 году он захотел «видети мощи святого» и, раскопав могилу, нашел мощи «не вредны ничем же от тленных». Князь снова покрыл землею тело Георгия и «постави над ним гробницу камену и положи образ его на нем». С этого времени не прекращалось местное празднование Георгию в день памяти соименного ему великомученика Георгия — 23 апреля; в честь его была составлена особая «служба». 
Управлявший в 1890— 1893 годах Архангельской епархией епископ Александр Заккис расширил празднование Георгию, предписав имя блаженного упоминать на каждом «отпусте» в Шенкурских церквах. 
Место погребения Георгия Будилова в настоящее время неизвестно.